# قفص صدري
القفص الصدري (بالإنجليزية: Thoracic cage)‏ جزء من الهيكل العظمي البشري يتكون الهيكل العظمي عند الإنسان من الهيكل المحوري، والهيكل الطرفي حيث نجد أن الهيكل المحوري يتكون من العمود الفقري، والقفص الصدري، والجمجمة.

## المكونات
القفص الصدري عند الإنسان يتكون من:
- 12 زوج من الأضلاع التي يرتبط الجزء الخلفي منها بالعمود الفقري.
- العشرة أزواج الأولى من الضلوع تتصل من الأمام بعظمة القص.
- الأضلاع الستة الأولى تتصل مباشرة بالقص فيما تتصل الأضلاع الأربعة التي تليها بعظمة القص عن طريق غضروف الضلع السابع.
- الزوجان السفليان السائبان يسميان بالضلوع العائمة.
- يتكون عظم القص من ثلاثة عظام ملتحمة مع بعضها.

## وظائفه
- حماية القلب والرئتين، والمساعدة في عمليتي الشهيق الزفير.
- حماية الأوعية الدموية الرئيسية والكبد والطحال والكلى.

## الأمراض
- صدر جؤجؤي